# Bernard Clavel
Bernard Clavel (Lons-le-Saunier, 29 de maio de 1923 — Grenoble, 5 de outubro de 2010) foi um jornalista e escritor francês.
Autor de "L'ouvrier de la Nuit" e "Les Fruits de L'hiver", várias de seus livros foram adaptadas para o cinema.
Suas obras são baseadas no realismo social e o autor já foi premiado com o Goncourt, um dos mais prestigiados prêmios literários franceses.

## Obras

### Romances
Série La Grande Patience
1. La Maison des autres , 1962
2. Celui qui voulait voir la mer, 1963
3. Le Cœur des vivants, 1964
4. Les Fruits de l'hiver, 1968

Série Les Colonnes du ciel 
1. La Saison des loups, 1976, Robert Laffont
2. La Lumière du lac, 1977, Robert Laffont, dernière édition 1985
3. La Femme de guerre, 1978, Robert Laffont
4. Marie Bon pain, 1980, Robert Laffont, dernière édition 1985
5. Compagnons du Nouveau Monde, 1981, Robert Laffont, dernière édition 1985

Série Le Royaume du Nord
1. Harricana 1983
2. L’Or de la terre 1984, Albin Michel
3. Miséréré 1985
4. Amarok 1987
5. L’Angélus du soir 1988, Albin Michel
6. Maudits sauvages 1989, Albin Michel

Outros romances
Bernard Clavel escreveu vários romances de  1956 até aos anos 2000 :
- L'Ouvrier de la nuit, Julliard, 1956 (ou « Jura ») Robert Laffont, 1971
- Pirates du Rhône, André Bonne, 1957 — Réédition chez Robert Laffont, 1974
- Qui m'emporte, 1958, Robert Laffont, — Réédité à plusieurs reprises sous le titre Le Tonnerre de Dieu.
- L'Espagnol, 1959[2]
- Malataverne, 1960, Robert Laffont
- Le Voyage du père, 1965, Robert Laffont
- L'Hercule sur la place, 1966, Robert Laffont
- Le Tambour du bief, 1970 Robert Laffont
- Le Seigneur du fleuve, 1972 Robert Laffont
- Le Silence des armes, 1974 Robert Laffont
- Tiennot ou l'île aux Biard, 1977
- L'homme du Labrador, 1982, Balland
- Quand j'étais capitaine, 1990 Albin Michel
- Meurtre sur le Grandvaux, 1991 Albin Michel
- La Révolte à deux sous, 1992 Albin Michel
- Cargo pour l'enfer, 1993, Albin Michel
- Les Roses de Verdun, 1994, Albin Michel
- Le Carcajou, 1995 Robert Laffont
- La Guinguette, 1997, Albin Michel
- Le Soleil des morts, Albin Michel, 1998
- Le Cavalier du Baïkal, Albin Michel, 2000
- Brutus, 2001, Albin Michel
- La Retraite aux flambeaux, Albin Michel, 2002
- La Table du roi, 2003, Albin Michel
- Les Grands Malheurs, 2004, Albin Michel